# یواس‌اس یوکس (ای‌پی‌دی-۶۹)
یواس‌اس یوکس (ای‌پی‌دی-۶۹) (به انگلیسی: USS Yokes (APD-69)) یک کشتی بود که طول آن ۳۰۶ فوت (۹۳ متر) بود. این کشتی در سال ۱۹۴۳ ساخته شد.